# チベット犬物語 〜金色のドージェ〜
『チベット犬物語 〜金色のドージェ〜』（チベットけんものがたり きんいろのドージェ）は、日本と中国の合作アニメ映画。楊志軍による中国の小説『藏獒』（チベット犬）が原作となっている。日本では2012年1月7日に公開された。また、同年3月より日テレオンデマンドにて有料配信されている。

## キャスト
- テンジン - 濱田龍臣 / 平幹二朗（大人）
- ラクパ - 筧利夫
- メイドラム - 山像かおり
- ギャロ - 若本規夫
- ティリン - 坂口芳貞
- ノルブ - 桑島法子
- アマラ - 岩崎ひろし
- ソナム - 大川透
- サムドゥ - 咲野俊介
- ファジェ - 木内秀信
- テヂ - 皆口裕子
- ガワン - てらそままさき
- サンゲ - 柳沢栄治
- ロド - 三宅健太
- ロチェン - 清水美智子
- チャンパ - 最上嗣生
- 部下 - 藤吉浩二、山口りゅう、佐藤健輔
- ドルマ - 永吉ユカ
- ソギャム - 荻沢俊彦
- 男 - 岩田安宣、かぬか光明
- 少年 - 角田紗里
- ワラ - 麦穂杏菜

## スタッフ
- 原作 - 楊志軍（人民文学出版社）
- 監督・絵コンテ - 小島正幸
- 脚本 - 井上尚登
- キャラクター原案 - 浦沢直樹
- キャラクターデザイン・レイアウト作監 - 藤田しげる
- 動物作画監督 - 尾崎和孝
- 作画監督 - 桜井邦彦、濱田邦彦、馬場健、粟田務、箕輪豊、北尾勝、戸倉紀元
- 演出 - 鶴岡耕次郎、高橋敦史
- 美術監督 - 池田祐二
- 色彩設計 - 鎌田千賀子
- 撮影監督 - 川下裕樹
- 編集 - 寺内聡
- 音楽 - 村井秀清
- 音響監督 - 清水洋史
- 音響制作 - 東北新社
- プロデューサー - 岩瀬安輝
- アニメーションプロデューサー - 篠原昭、吉本聡
- 配給・アニメーション制作 - マッドハウス
- 配給協力 - 太秦株式会社
- 製作 - 「チベット犬物語 〜金色のドージェ〜」製作委員会（マッドハウス、慈文紫光数字影視有限公司、中国電影股份有限公司）

## 主題歌
「ECHOES」
作詞 - 宮川ユカ / 作曲 - 菊池一仁 / 編曲 - 屋敷豪太 / 歌 - alan